# Walter Russell

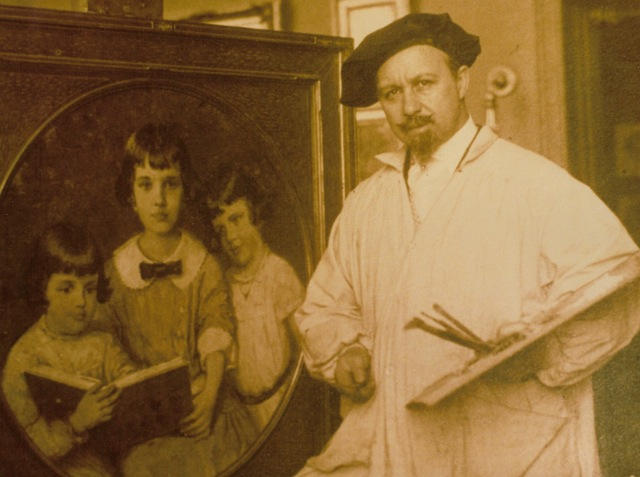
Walter Russell an der Staffelei (1904)

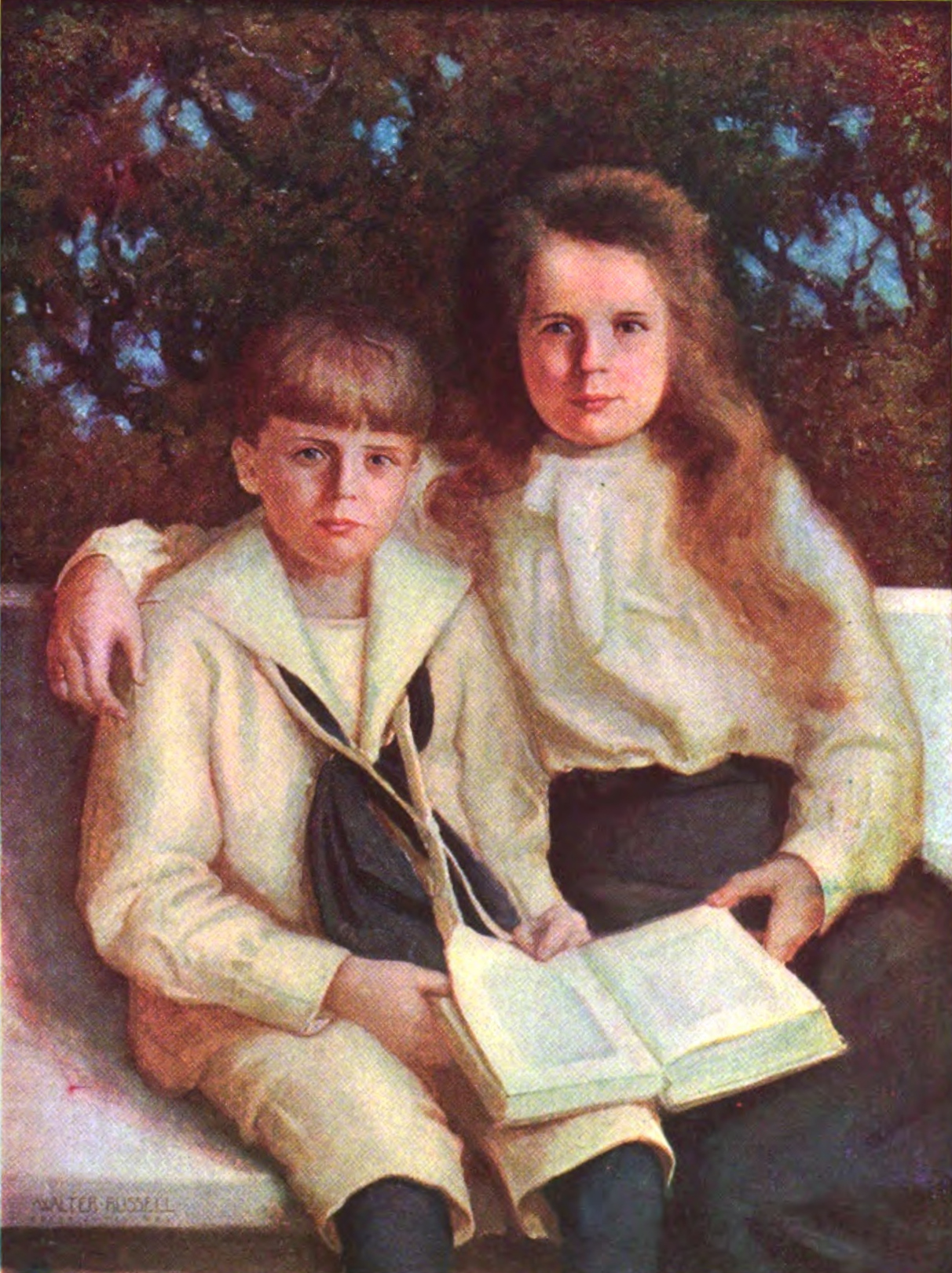
Theodore Roosevelts Kinder Ethel und Archibald Roosevelt, porträtiert von Walter Russell

Walter Russell (* 19. Mai 1871 in Boston, Massachusetts; † 19. Mai 1963) war ein US-amerikanischer Maler, Bildhauer, Architekt, Philosoph und Mystiker.

## Biographie
Walter Russell wurde 1871 in einfachen Verhältnissen in Boston geboren und musste bereits mit neun Jahren die Schule verlassen, um Geld zu verdienen. Seine künstlerische Ausbildung erlangte er teils autodidaktisch sowie als Schüler der Künstler Albert Henry Munsell, Ernest Major, Howard Pyle und Jean-Paul Laurens. Als Maler schuf er vor allem Kinderbildnisse, porträtierte aber auch erwachsene Prominente wie US-Präsident Franklin Delano Roosevelt. Er wirkte zudem als Illustrator und ab 1928 als Bildhauer.
Neben seiner künstlerischen Tätigkeit war Russell auch auf einer Reihe verschiedener anderer Gebiete tätig. So entwarf er Gebäude (vor allem in New York), entwickelte eine Eigentümerkooperative für Wohnungen, hielt Vorträge über Business-Ethik für die Mitarbeiter von IBM und schrieb philosophische Bücher.
Entscheidend prägte ihn laut eigenen Angaben ein sogenanntes Erleuchtungserlebnis, das er 1921 im Alter von 49 Jahren hatte. Im Anschluss daran legte er eine vollständige Kosmogonie (Lehre von Aufbau des Universums) vor, entwickelte eine alternative Version des Periodensystems der Elemente und wandte sich mit seinen Erkenntnissen an die wissenschaftliche Welt, die den Außenseiter jedoch mit wenigen Ausnahmen (Nikola Tesla) ignorierte. In seiner Lehre finden sich Parallelen zu den Thesen von Viktor Schauberger.
1950 stellte er zusammen mit seiner zweiten Frau Lao Russell (1904–1988) den „Fernstudienkurs Kosmisches Bewusstsein“ zusammen, der die Möglichkeit bieten sollte, die universalen Gesetzmäßigkeiten so zu begreifen, dass sie im eigenen Leben und Handeln anwendbar werden.
Nach seinem Tod führte seine Frau Lao Russell die von beiden begründete Fernuniversität University of Science and Philosophy weiter. Diese existiert heute noch, hat jedoch an Bedeutung verloren. Das Werk und Wissen Walter Russells geriet nach seinem Tod weitgehend in Vergessenheit und wird erst in jüngerer Zeit vor allem im deutschsprachigen Raum wiederentdeckt. 

## Die Philosophie Walter Russells
Kernpunkt seiner Lehren ist das Prinzip des Universalen Einen als Quelle alles Seienden, aus dem eine Welt der Dualität hervorgeht. Beide Pole dieser Dualität aus Hell-Dunkel, komprimiert-expandiert, heiß-kalt, negativ-positiv, aufgeladen-entladen usw. haben nach Russell ihren gemeinsamen Ursprung im Universalen Einen, das beide umfasst. Daher bedingen sie sich gegenseitig und halten sich gegenseitig im Gleichgewicht, das demnach im Universum insgesamt absolut ist.
Der (ausgewogene rhythmische) Austausch zwischen zwei (gegensätzlichen, jedoch gleichwertigen) Polen – Russells Definition von Sexualität – ist laut Russell die Ursache für alle Bewegung, und Bewegung sei das eigentliche, mithin illusionäre Wesen des gesamten materiellen Universums. Da auch der menschliche Körper aus Bewegung besteht und die Sinnesorgane daher naturgemäß nur Bewegung wahrnehmen können, sei es den Menschen nicht möglich, anhand ihrer Sinneswahrnehmung diese Struktur des Universums wahrzunehmen. Wenn sie aber (z. B. aufgrund außersinnlicher Erleuchtungserlebnisse) um die eigentliche Struktur des Universums und die in ihm geltenden Regeln vom ausgewogenen Austausch (Geben kontra Zurückgeben, Goldene Regel) wüssten, könnten sie durch entsprechendes Handeln Beliebiges erreichen. 
Russell sah seine Lebensaufgabe darin, durch die Vielseitigkeit und den Umfang seines Schaffens diese These unter Beweis zu stellen. Seiner Meinung nach gilt das einfache Prinzip der Goldenen Regel, deren Auswirkungen und Anwendungen er für viele Sachgebiete konkret formulierte, universal in Physik, Chemie, Musik, zwischenmenschlichen Beziehungen, Sexualität, Astronomie, Wirtschaft, Politik, Technik.

## Weiterführende Literatur
- Glenn Clark: Walter Russell – Vielfalt im Einklang. Genius-Verlag, Oberstaufen 1999, ISBN 3-9806106-6-7.
- Timothy A. Binder: In the Wave Lies the Secret of Creation. (enthält viele unpublizierte Zeichnungen von Walter Russell, englisch), Univ. of Science & Philosophy, Waynesboro 1995, ISBN 1-879605-45-7
- Charles W. Hardy: A Worthy Messenger: The Life's Work of Walter Russell.  Boston 2011, ISBN 978-0-692-01400-4.
- Russell, Walter. In: Hans Vollmer (Hrsg.): Allgemeines Lexikon der Bildenden Künstler von der Antike bis zur Gegenwart. Begründet von Ulrich Thieme und Felix Becker. Band 29: Rosa–Scheffauer. E. A. Seemann, Leipzig 1935, S. 230 (biblos.pk.edu.pl).